# Taxi en Guinée équatoriale

En Guinée équatoriale, les taxis sont un mode de transport populaire. Jusqu'en avril 2006, chaque mairie fixait la couleur des taxis. Ainsi, pendant de nombreuses années, les taxis étaient de vieux véhicules d'occasion, importés pour la plupart d'Espagne. Depuis le mois d'avril 2006, seuls sont autorisés comme taxi, les véhicules de marque Mercedes de couleur grise métallisée.
Officiellement, 300 licences sont disponibles pour Malabo et autant Bata et soumises à la présentation d'un véhicule de marque Mercedes. Malgré cette réglementation, il y a de nombreux taxis dans l'illégalité opérant avec de vieux véhicules, compte tenu du niveau de vie des populations.
Le tarif de la course est négocié au départ entre le taximan et le client.
Les taxis ont également pour devoir de signaler à la police toute activité suspecte.